# Vol Sudan Airways 139
Le vol Sudan Airways 139, un vol intérieur régulier assuré par la compagnie aérienne Sudan Airways, s'est écrasé le 8 juillet 2003. Le Boeing 737 effectuait alors la liaison entre Port-Soudan et Khartoum, au Soudan. 
Une quinzaine de minutes après le décollage, l'un des moteurs a perdu de la puissance, obligeant l'équipage à retourner à l'aéroport pour un atterrissage d'urgence. Ce faisant, les pilotes ont raté la piste d'atterrissage et l'avion a continué de descendre jusqu'à percuter le sol, se désintégrant à l'impact et faisant 116 victimes parmi les 117 personnes présentes à bord. Cet accident reste, à ce jour, la pire catastrophe aérienne survenu au Soudan.

## Avion et équipage
L'aéronef impliqué était un Boeing 737-2J8C, immatriculé ST-AFK (numéro de série 21169/429). Propulsé par deux moteurs Pratt & Whitney JT8D-7, il a effectué son vol inaugural le 29 août 1975 et a été livré neuf à Sudan Airways le 15 septembre de cette année. Au moment de l'accident, ce biréacteur court/moyen-courrier avait presque 28 ans.
Ce vol était assuré par le comandant de bord Awad Jaber, le copilote Amir al-Nujumi et le second officier Walid Khair.

## Circonstances de l'accident
Le vol 139 a quitté l'aéroport de Port-Soudan à 4 h 00 (UTC+3), à destination de l'aéroport international de Khartoum. Le commandant Jaber a communiqué par radio environ dix minutes après le décollage au sujet d'un problème avec l'un des deux moteurs et a annoncé qu'il retournait à l'aéroport pour effectuer un atterrissage d'urgence, le contrôle aérien l'a ensuite autorisé à effectuer une approche ILS vers la piste 35. 
L'équipage n'a pas aperçu la piste et, lors de l'approche interrompue, le 737 est descendu trop bas et s'est écrasé dans un terrain vague, situé à environ 5 km à l'est de l'aéroport. L'avion s'est désintégré lors de l'impact et a immédiatement pris feu ; les débris de l'appareil étaient éparpillés sur une distance d'environ 183 m, et orientés sur un cap magnétique de 150°.
Au total, 116 des 117 occupants de l'avion, la plupart étant des ressortissants soudanais, ont péri dans l'accident. Parmi les victimes, on compte également trois Indiens, un Britannique, un Chinois, un Émirati et un Éthiopien. Seul un garçon de deux ans, nommé Mohammed el-Fateh Osman, a survécu à l'accident. Il a par la suite été transporté par avion au Royaume-Uni pour y recevoir des soins médicaux.
Le ministre soudanais des Affaires étrangères de l'époque, Moustafa Osman Ismaïl, a évoqué l'embargo commercial imposé par le gouvernement américain en 1997 comme étant un facteur contributif à cet accident, affirmant que la compagnie aérienne n'était pas en mesure d'obtenir des pièces de rechange pour l'entretien de sa flotte en raison des sanctions internationales. Le 737 impliqué dans l'accident, en particulier, n'avait pas été entretenu depuis plusieurs années.